# Flavius Philippus (consul en 348)
Flavius Philippus, mort en 351, est un homme politique romain du IVe siècle.     
Il sert l'empereur Constance II comme préfet du prétoire d'Orient. Il est nommé consul pour l'année 348.    

## Biographie

### Origine et famille
Philippus, dont le père était charcutier, est issu d'une famille modeste,. 
Il a pour fils Simplicius,. Il est le grand-père du préfet du prétoire d'Orient Anthémius, et un ancêtre de l'empereur Anthémius, qui règne de 467 à 472,.   

### Carrière
Philippus apprend la sténographie et parvient grâce à cela à devenir notaire dans l'administration impériale,.   
Dans les années 340, Philippus bénéficie du soutien des eunuques à la cour. Libanios attribue à leur soutien sa nomination comme préfet du prétoire d'Orient en 344. Cette nomination intervient après le 6 juillet, date à laquelle son prédécesseur Domitius Leontius est toujours en poste.   
Philippus fait exiler cette même année l'évêque nicéen Paul de Constantinople à Thessalonique et le fait remplacer par l'évêque arien Macédonios,. Philippus fait exécuter Paul à Cucusus en Arménie en 350.   
Philippus est nommé consul prior pour l'année 348 aux côtés du magister equitum Flavius Salia. Cette même année, une tournée d'inspection l'amène en Bythinie.   
En 351, l'empereur Constance II l'envoie en émissaire auprès de l'usurpateur Magnence sous le prétexte de négocier un accord de paix, mais en réalité pour obtenir des informations sur ses intentions. Durant sa mission, il s'adresse à l'armée de Magnence en leur reprochant leur manque de loyauté à la dynastie constantinienne et propose que l'usurpateur se contente de la Gaule. Magnence doit regagner la loyauté de ses troupes en leur rappelant qu'ils se sont rebellés contre le mauvais gouvernement de Constant Ier. Il refuse aussi que Philippus retourne auprès de Constance pour avoir abusé de son statut d'émissaire,,. Magnence utilise plus tard le nom de Philippus pour faire traverser la Save à son armée.    
Constance semble avoir abandonné et disgracié Philippus, qui meurt dans la misère en captivité. Ayant appris la réalité de sa situation, Constance semble avoir entrepris de réhabiliter sa réputation en faisant ériger des statues en sa mémoire dans les villes de l'Empire.    